# ESwatini ai Giochi olimpici
L'eSwatini, fino al 2018 noto come Swaziland, ha partecipato per la prima volta ai Giochi olimpici nel 1972.
Gli atleti swati non hanno mai vinto medaglie ai Giochi olimpici estivi; hanno partecipato una sola volta ai Giochi olimpici invernali.
L'Associazione Olimpica e dei Giochi del Commonwealth dell'eSwatini, creata nel 1971, venne riconosciuta dal CIO nel 1972.

## Medaglieri

### Medaglie alle Olimpiadi estive
| Giochi                 | Oro              | Argento          | Bronzo           | Totale           |
| ---------------------- | ---------------- | ---------------- | ---------------- | ---------------- |
| Monaco di Baviera 1972 | 0                | 0                | 0                | 0                |
| 1976 Montréal          | non partecipante | non partecipante | non partecipante | non partecipante |
| 1980 Mosca             | non partecipante | non partecipante | non partecipante | non partecipante |
| 1984 Los Angeles       | 0                | 0                | 0                | 0                |
| 1988 Seul              | 0                | 0                | 0                | 0                |
| 1992 Barcellona        | 0                | 0                | 0                | 0                |
| 1996 Atlanta           | 0                | 0                | 0                | 0                |
| 2000 Sydney            | 0                | 0                | 0                | 0                |
| 2004 Atene             | 0                | 0                | 0                | 0                |
| 2008 Pechino           | 0                | 0                | 0                | 0                |
| 2012 Londra            | 0                | 0                | 0                | 0                |
| 2016 Rio de Janeiro    | 0                | 0                | 0                | 0                |
| 2020 Tokyo             | 0                | 0                | 0                | 0                |
| Parigi 2024            | 0                | 0                | 0                | 0                |
| Totale                 | 0                | 0                | 0                | 0                |

### Medaglie alle Olimpiadi invernali
| Giochi              | Oro              | Argento          | Bronzo           | Totale           |
| ------------------- | ---------------- | ---------------- | ---------------- | ---------------- |
| 1992 Albertville    | 0                | 0                | 0                | 0                |
| 1994 Lillehammer    | non partecipante | non partecipante | non partecipante | non partecipante |
| 1998 Nagano         | non partecipante | non partecipante | non partecipante | non partecipante |
| 2002 Salt Lake City | non partecipante | non partecipante | non partecipante | non partecipante |
| 2006 Torino         | non partecipante | non partecipante | non partecipante | non partecipante |
| 2010 Vancouver      | non partecipante | non partecipante | non partecipante | non partecipante |
| 2014 Sochi          | non partecipante | non partecipante | non partecipante | non partecipante |
| 2018 PyeongChang    | non partecipante | non partecipante | non partecipante | non partecipante |
| 2022 Pechino        | non partecipante | non partecipante | non partecipante | non partecipante |
| Totale              | 0                | 0                | 0                | 0                |